# Bretteville-sur-Ay
Pour les articles homonymes, voir Bretteville.
Bretteville-sur-Ay est une commune française, située dans le département de la Manche en région Normandie, peuplée de 436 habitants.

## Géographie
La commune est située au nord-ouest du Pays coutançais, sur le littoral de la Manche. Son bourg est à 8 km à l'ouest de La Haye-du-Puits et à 10 km au nord-ouest de Lessay.
Les communes limitrophes sont Saint-Germain-sur-Ay et La Haye.

### Hydrographie
La commune est située dans le bassin Seine-Normandie. Elle est drainée par l'Ouve, l'Asterie et un autre petit cours d'eau,.

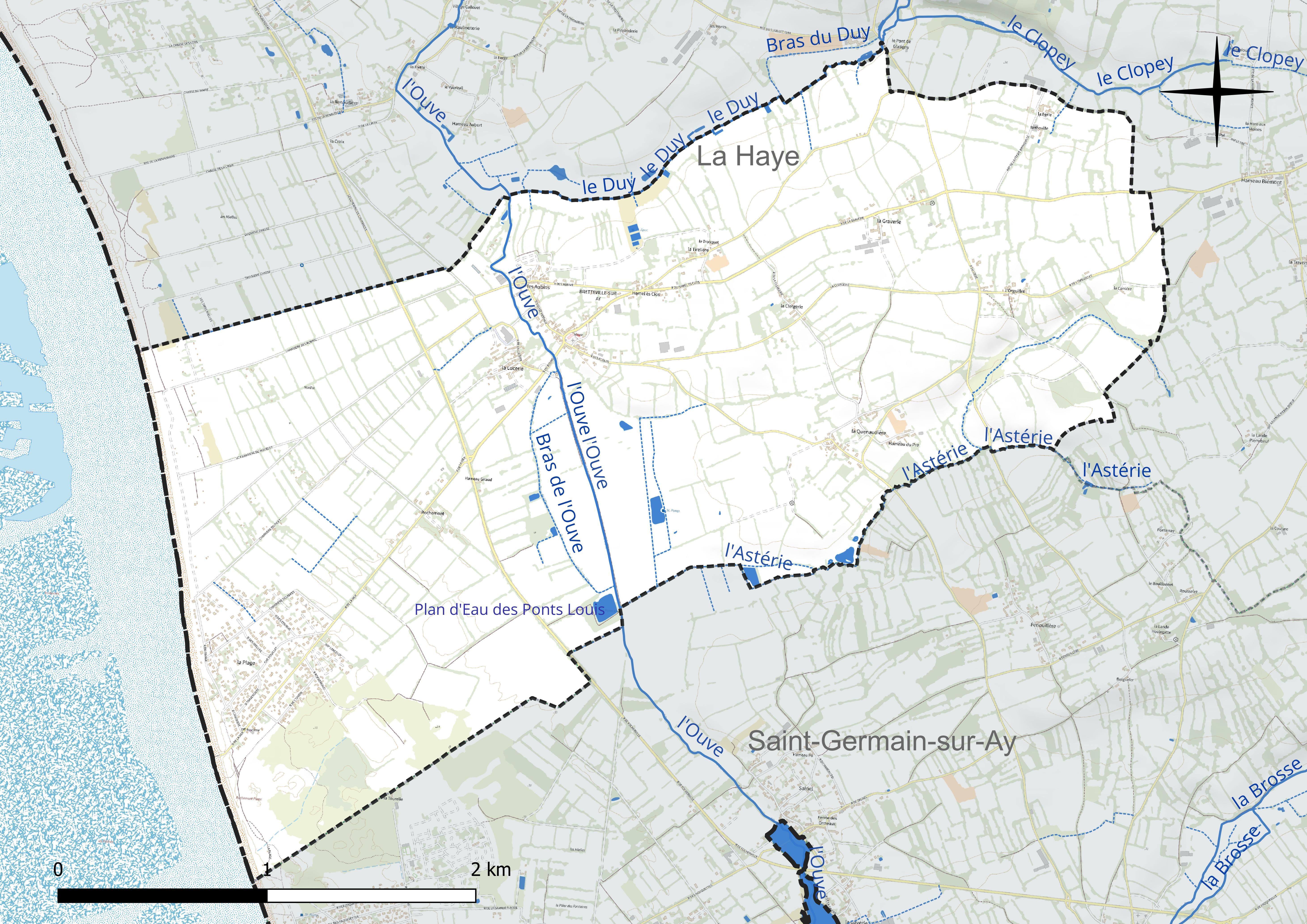
Réseau hydrographique de Bretteville-sur-Ay.

Un plan d'eau complète le réseau hydrographique : le plan d'eau des Ponts Louis (1 ha),.

### Climat
Pour des articles plus généraux, voir Climat de la Normandie et Climat de la Manche.
En 2010, le climat de la commune est de type climat océanique franc, selon une étude du CNRS s'appuyant sur une série de données couvrant la période 1971-2000. En 2020, Météo-France publie une typologie des climats de la France métropolitaine dans laquelle la commune est exposée à un climat océanique et est dans la région climatique  Normandie (Cotentin, Orne), caractérisée par une pluviométrie relativement élevée (850 mm/a) et un été frais (15,5 °C) et venté. Parallèlement le GIEC normand, un groupe régional d'experts sur le climat, différencie quant à lui, dans une étude de 2020, trois grands types de climats pour la région Normandie, nuancés à une échelle plus fine par les facteurs géographiques locaux. La commune est, selon ce zonage, exposée à un « climat maritime », correspondant au Cotentin et à l'ouest du département de la Manche, frais, humide et pluvieux, où les contrastes pluviométrique et thermique sont parfois très prononcés en quelques kilomètres quand le relief est marqué.
Pour la période 1971-2000, la température annuelle moyenne est de 11,3 °C, avec une amplitude thermique annuelle de 10,9 °C. Le cumul annuel moyen de précipitations est de 820 mm, avec 13,5 jours de précipitations en janvier et 7 jours en juillet. Pour la période 1991-2020, la température moyenne annuelle observée sur la station météorologique la plus proche, située sur la commune de Gouville-sur-Mer à 19 km à vol d'oiseau, est de 12,2 °C et le cumul annuel moyen de précipitations est de 844,8 mm,. Pour l'avenir, les paramètres climatiques de la commune estimés pour 2050 selon différents scénarios d'émission de gaz à effet de serre sont consultables sur un site dédié publié par Météo-France en novembre 2022.

## Urbanisme

### Typologie
Au 1er janvier 2024, Bretteville-sur-Ay est catégorisée commune rurale à habitat dispersé, selon la nouvelle grille communale de densité à sept niveaux définie par l'Insee en 2022.
Elle est située hors unité urbaine et hors attraction des villes,.
La commune, bordée par la Manche, est également une commune littorale au sens de la loi du 3 janvier 1986, dite loi littoral. Des dispositions spécifiques d'urbanisme s'y appliquent dès lors afin de préserver les espaces naturels, les sites, les paysages et l'équilibre écologique du littoral, tel le principe d'inconstructibilité, en dehors des espaces urbanisés, sur la bande littorale des 100 mètres, ou plus si le plan local d'urbanisme le prévoit.

### Occupation des sols

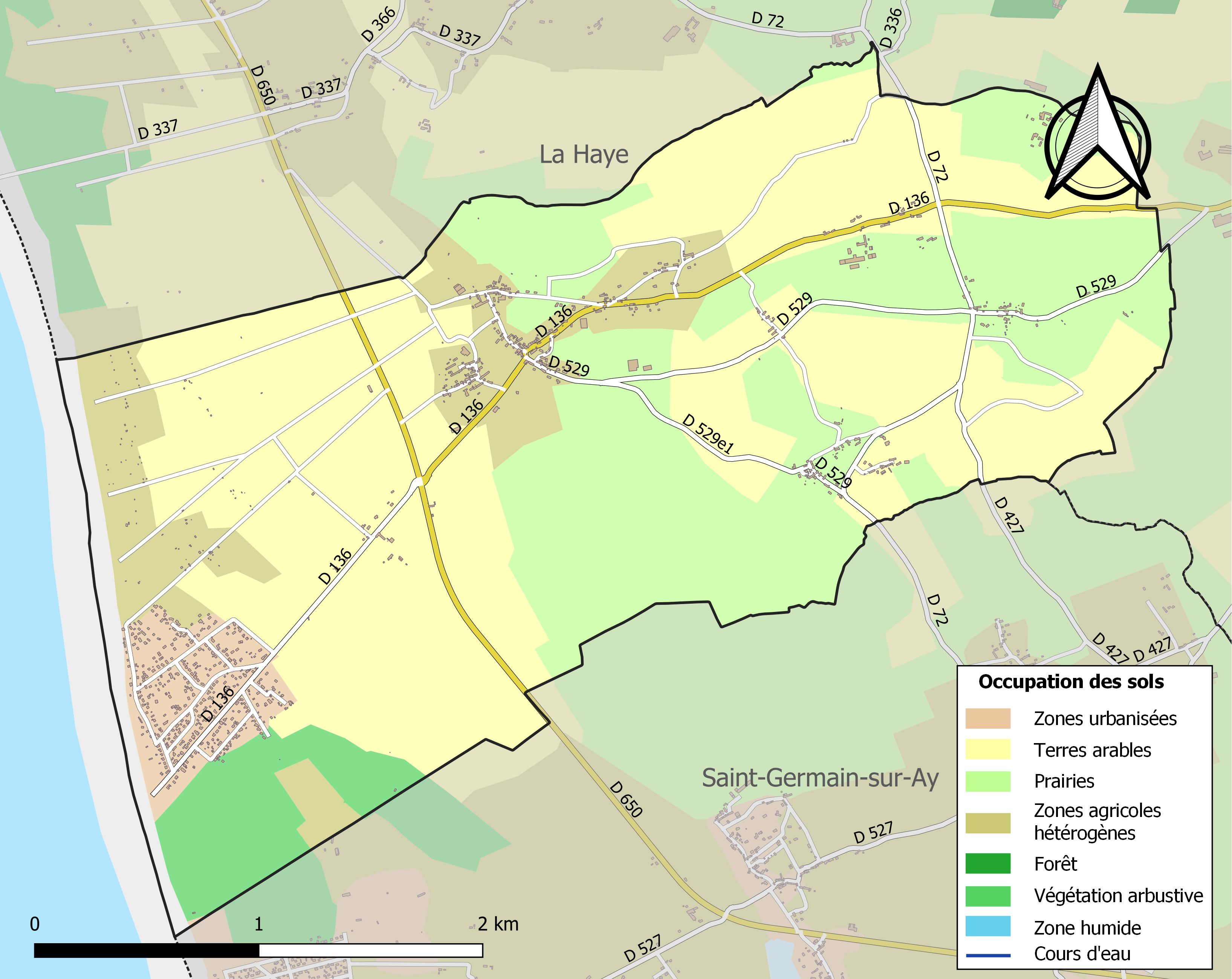
Carte des infrastructures et de l'occupation des sols de la commune en 2018 (CLC).

L'occupation des sols de la commune, telle qu'elle ressort de la base de données européenne d'occupation biophysique des sols Corine Land Cover (CLC), est marquée par l'importance des territoires agricoles (90 % en 2018), une proportion sensiblement équivalente à celle de 1990 (90,3 %).
La répartition détaillée en 2018 est la suivante : terres arables (49,2 %), prairies (29,8 %), zones agricoles hétérogènes (11 %), milieux à végétation arbustive et/ou herbacée (4,8 %), zones urbanisées (4,4 %), espaces ouverts, sans ou avec peu de végétation (0,8 %).
L'évolution de l'occupation des sols de la commune et de ses infrastructures peut être observée sur les différentes représentations cartographiques du territoire : la carte de Cassini (XVIIIe siècle), la carte d'état-major (1820-1866) et les cartes ou photos aériennes de l'IGN pour la période actuelle (1950 à aujourd'hui).

## Toponymie
Le nom de la localité est attesté sous les formes Brittevilla en 1185, Britevilla en 1188.
Comme tous les Bretteville, ce toponyme normand est formé de l'ancien français bret(e) qui signifie « breton(ne) », mais dans un sens précédant le Moyen Âge, c'est-à-dire originaire de l'actuelle Grande-Bretagne et de l'ancien français ville dans son sens originel de « domaine rural ».
Ay est ici un locatif, mais le fleuve côtier a son estuaire — le havre de Saint-Germain-sur-Ay ou de Lessay — au sud de la commune voisine, Saint-Germain-sur-Ay, et ne traverse ni ne borde Bretteville.

## Histoire

### Moyen Âge
Au XIIe siècle, la paroisse relevait de l'honneur de La Haye.

### Temps modernes
Au milieu du XVIe siècle, Jean Eustace, qui en 1557 avait épousé Catherine Martin, dame de Réthoville en la partie des Loges, fille de Gilles II Martin, est qualifié de sieur  de Bretteville et de Taillefer à Saint-Rémy-des-Landes.
En 1567, Jehan Eustace, sieur du Breuil à Denneville et de Meautis, est taxé pour ces fiefs de 12 livres et 16 solz dans le rôle des nobles et roturiers, au titre du ban et de l'arrière ban de la vicomté de Coutances, réalisé par Gilles Dancel, seigneur d'Audouville, lieutenant général du bailli de Cotentin, tenu à Coutances les 20-22 octobre. Le fief de Meautis à Bretteville-sur-Ay, qui valait un huitième de fief de haubert, relevait du fief de Méautis.

#### Le Saussey
La seigneurie du Saussey (également sur Angoville-sur-Ay) était l'un des huit fiefs relevant de l'abbaye de Lessay.

### Révolution française et Empire
En 1790, C. Hottot Lasterie, P. Aubin et A. Traisnel, laboureurs furent désignés à l'Assemblée primaire.
Le 3 septembre 1793, Le Carpentier, représentant en mission, nomme Jacques-Guillaume Luce, maire de Bretteville, administrateur du département de la Manche et membre de la Commission administratives.

## Politique et administration
| Période | Période    | Identité              | Étiquette | Qualité  |
| --- | ---------- | --------------------- | --------- | -------- |
| 1792 | 1793       | Jacques Aubin         |           |          |
| |            | Jacques Luce          |           |          |
| 1794 | 1795       | Jacques Aubin         |           |          |
| 1795 | 1796       | Pierre Aubin          |           |          |
| 1796 | 1805       | Guillaume Luce        |           |          |
| 1805 | 1815       | Siméon Tirel          |           |          |
| 1815 | 1817       | Siméon Jouxtel        |           |          |
| 1817 | 1851       | Pierre Luce           |           |          |
| 1851 | 1865       | Jacques Luce          |           |          |
| 1865 | 1867       | Jean Aubin            |           |          |
| 1867 | 1870       | Jean Lemarquand       |           |          |
| 1870 | 1876       | Thomas Ecolivet       |           |          |
| 1876 | 1876       | Alphonse Luce         |           |          |
| 1876 | 1878       | Thomas Ecolivet       |           |          |
| 1878 | 1882       | Manvieu Luce          |           |          |
| 1882 | 1886       | Gustave Lecanu        |           |          |
| 1886 | 1892       | Pierre Tirel          |           |          |
| 1892 | 1900       | Jacques Tirel         |           |          |
| 1900 | 1937       | Paul Mahault          |           |          |
| 1937 | 1942       | Sylvain Jeanne        |           |          |
| 1942 | 1947       | Paul Bliaux           |           |          |
| 1947 | 1971       | Auguste Jouxtel       |           |          |
| 1971 | 1995       | Maurice Tirel         |           |          |
| 1995 | 2001       | Marguerite Lequertier |           |          |
| mars 2001 | avril 2014 | Sylvain Jeanne        | SE        |          |
| avril 2014 | En cours   | Guy Closet            | SE        | Retraité |
| Une partie des données est issue de liste établie par Jean Pouëssel et Michel Pinel issue de l'ouvrage "601 communes et lieux de vie de la Manche" |            |                       |           |          |

Le conseil municipal est composé de onze membres dont le maire et trois adjoints.

### Jumelages
- Sway (Royaume-Uni) depuis 1984.

## Population et société
Les habitants de la commune sont appelés les Brettevillais.

### Démographie
L'évolution du nombre d'habitants est connue à travers les recensements de la population effectués dans la commune depuis 1793. Pour les communes de moins de 10 000 habitants, une enquête de recensement portant sur toute la population est réalisée tous les cinq ans, les populations de référence des années intermédiaires étant quant à elles estimées par interpolation ou extrapolation. Pour la commune, le premier recensement exhaustif entrant dans le cadre du nouveau dispositif a été réalisé en 2005.
En 2022, la commune comptait 436 habitants, en évolution de +13,54 % par rapport à 2016 (Manche : −0,31 %, France hors Mayotte : +2,11 %).
Bretteville-sur-Ay a compté jusqu'à 748 habitants en 1841.
| 1793 | 1800 | 1806 | 1821 | 1831 | 1836 | 1841 | 1846 | 1851 |
| ---- | ---- | ---- | ---- | ---- | ---- | ---- | ---- | ---- |
| 646  | 572  | 683  | 678  | 707  | 738  | 748  | 700  | 717  |

| 1856 | 1861 | 1866 | 1872 | 1876 | 1881 | 1886 | 1891 | 1896 |
| ---- | ---- | ---- | ---- | ---- | ---- | ---- | ---- | ---- |
| 700  | 662  | 622  | 570  | 536  | 566  | 556  | 506  | 459  |

| 1901 | 1906 | 1911 | 1921 | 1926 | 1931 | 1936 | 1946 | 1954 |
| ---- | ---- | ---- | ---- | ---- | ---- | ---- | ---- | ---- |
| 451  | 446  | 446  | 381  | 385  | 360  | 412  | 375  | 413  |

| 1962 | 1968 | 1975 | 1982 | 1990 | 1999 | 2005 | 2006 | 2010 |
| ---- | ---- | ---- | ---- | ---- | ---- | ---- | ---- | ---- |
| 395  | 367  | 378  | 321  | 302  | 317  | 326  | 331  | 385  |

| 2015 | 2020 | 2022 | - | - | - | - | - | - |
| ---- | ---- | ---- | - | - | - | - | - | - |
| 388  | 421  | 436  | - | - | - | - | - | - |

## Économie

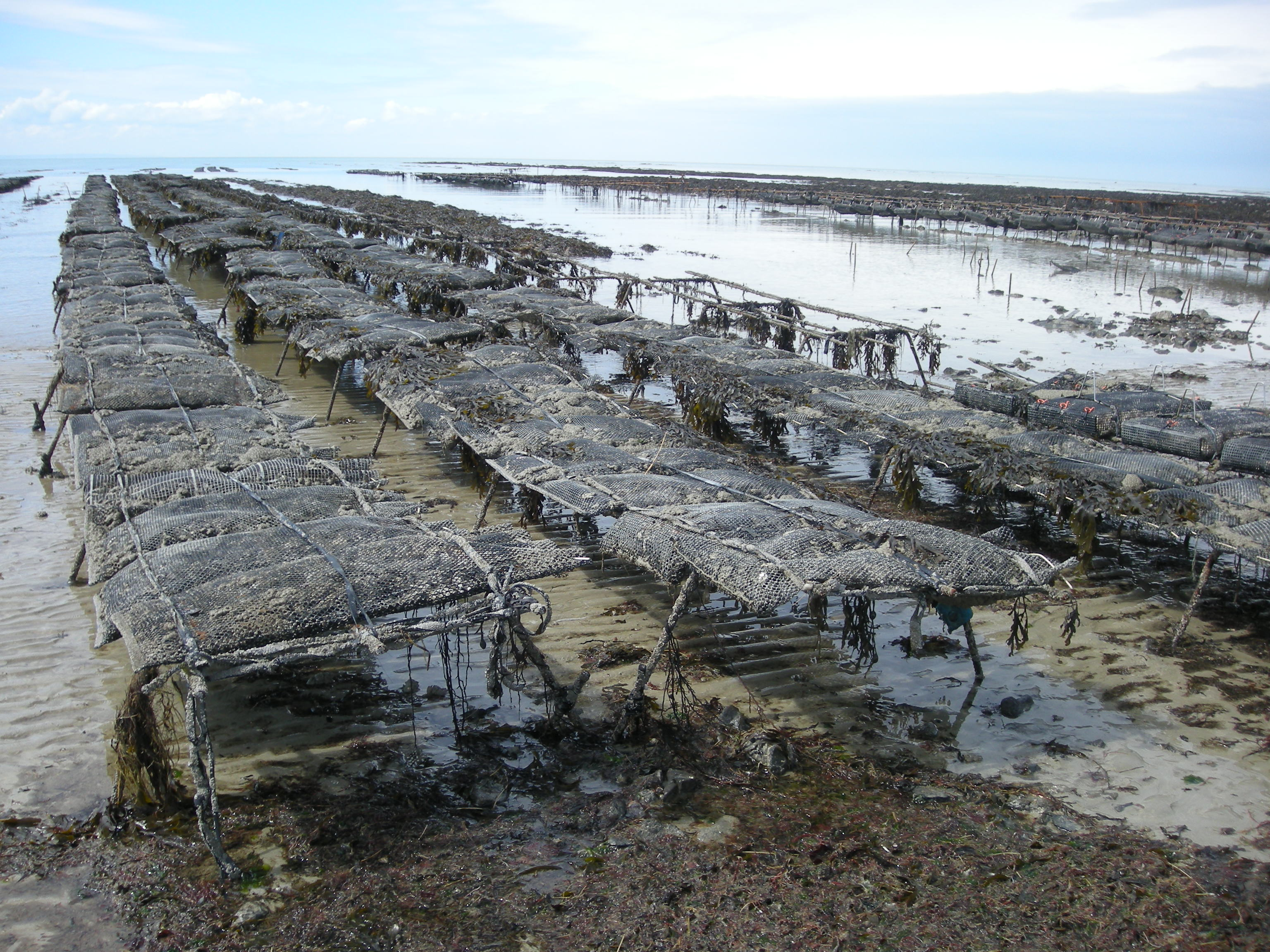
Ostréiculture à Bretteville-sur-Ay.

## Culture locale et patrimoine

### Lieux et monuments
- Église Saint-Martin des XIIIe, XVIe – XXe siècles, dévastée à la Révolution. Les fenêtres du chœur sont du XVe siècle. Elle abrite deux statues de saint évêques : saint Martin ou saint Marcouf du XIVe et saint Gilles du XVIIe classées au titre objet aux monuments historiques[34]. Est également conservé une Vierge à l'Enfant dite Vierge aux Jacquets du XIVe)[25].
- Château de Rochemont du XIXe siècle. Pendant la bataille de Normandie, on y installa un poste de secours qui fonctionna jusqu'en septembre 1944[25].
- Croix de chemin du XVIIe.

### Personnalités liées à la commune
- Siméon Luce (1833 à Bretteville-sur-Ay - 1892), historien, archiviste.
- Louise Hervieu (1878-1954), peintre et écrivain qui a habité le Clos du puits à Bretteville-sur-Ay.